# Стока
Стоката е материално благо, продукт, произведен с цел задоволяване на определени нужди, потребности на хората в зависимост от техните вкусове и предпочитания, и което може да бъде продадено на пазара.
Цената на стоките се определя от различни фактори, като един от най-важните е балансът между търсенето и предлагането на пазара.
Стоките могат да бъдат предназначени за консумация, оборудване, обзавеждане, или експлоатация.